# 恩道島
10°49′S 122°40′E / 10.817°S 122.667°E

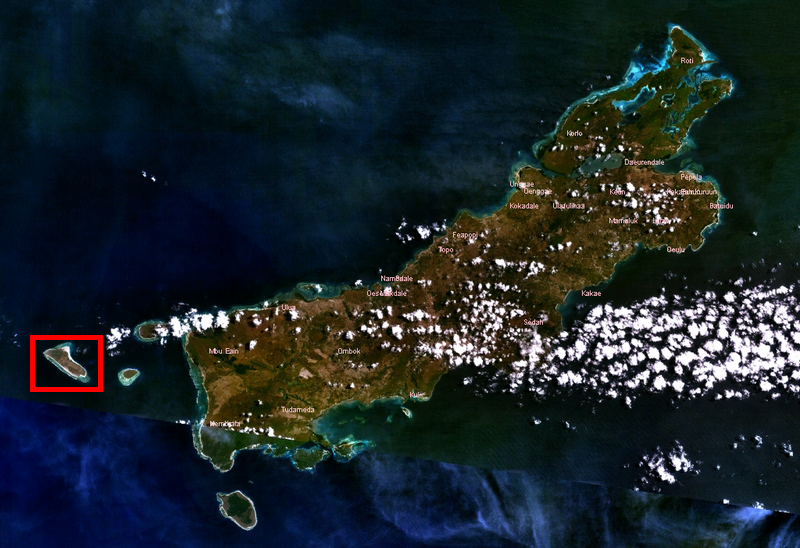

恩道島是印度尼西亞的島嶼，位於帝汶海海域，屬於小巽他群島的一部分，由東努沙登加拉省負責管轄，距離亞什摩及卡地爾群島170公里。